# Viktor Tuček
Viktor Tuček (4. července 1925 – 21. listopadu 1994) byl český architekt. Od roku 1954 do roku 1966 působil v Ústí nad Labem, kde se autorsky podílel na urbanistických konceptech sídlišť (Skřivánek). Je rovněž spoluautorem objektu Krajského ředitelství policie (1958–1963, spoluautor Josef Liška), železniční polikliniky (1959–1965, spoluautor Jiří Fojt), administrativní budovy Prefa (1965). Jeho nejznámějším dílem je architektonický návrh sídliště Ďáblice v Praze, které získalo cenu UNESCO za vkomponování zeleně do městské zástavby. Podílel se rovněž na plánu sídlišť Barrandov a Horní Měcholupy – Uhříněves. Roku 1985 mu byl udělen titul zasloužilý umělec.

## Galerie

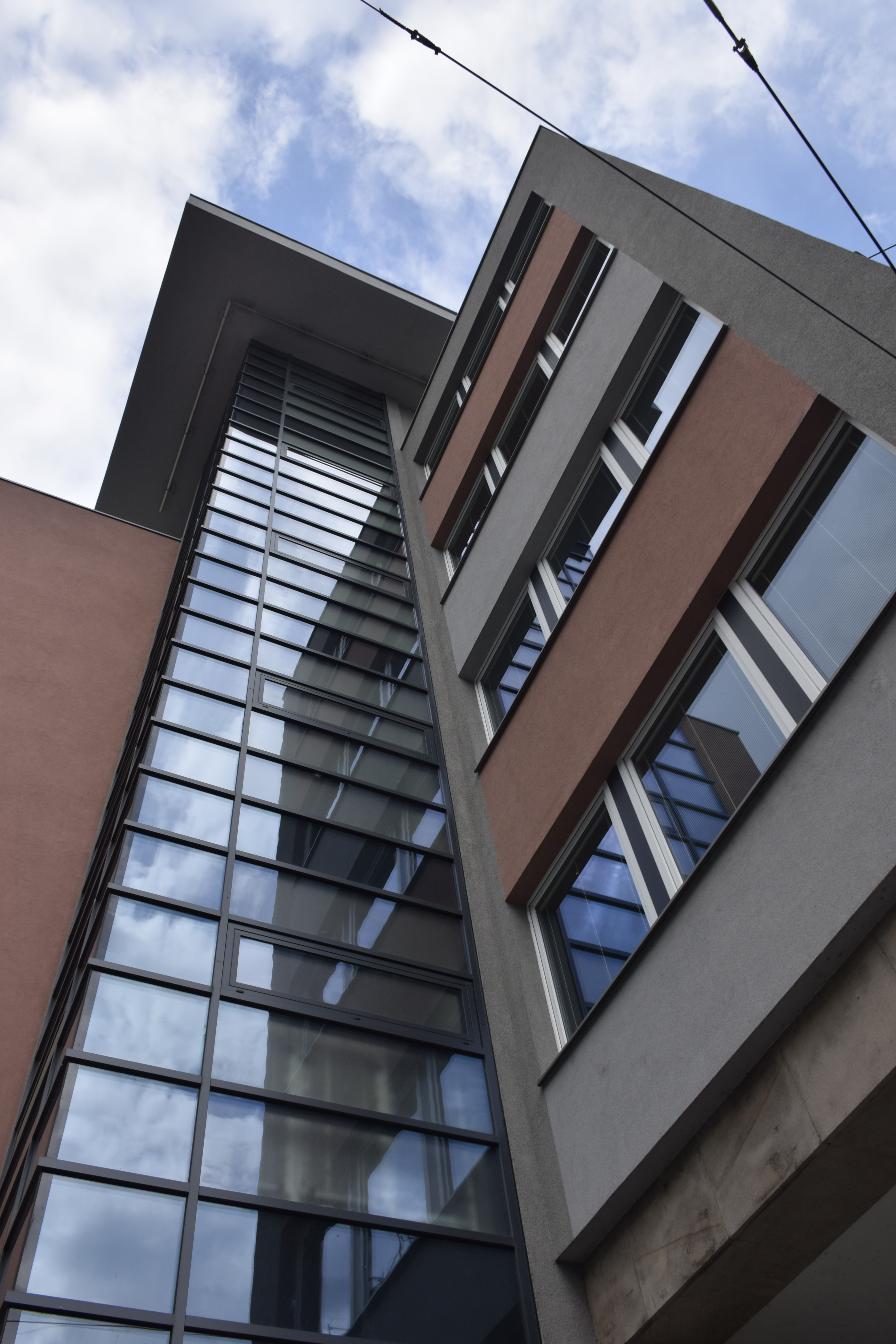
Krajské ředitelství policie (1963) v Ústí nad Labem
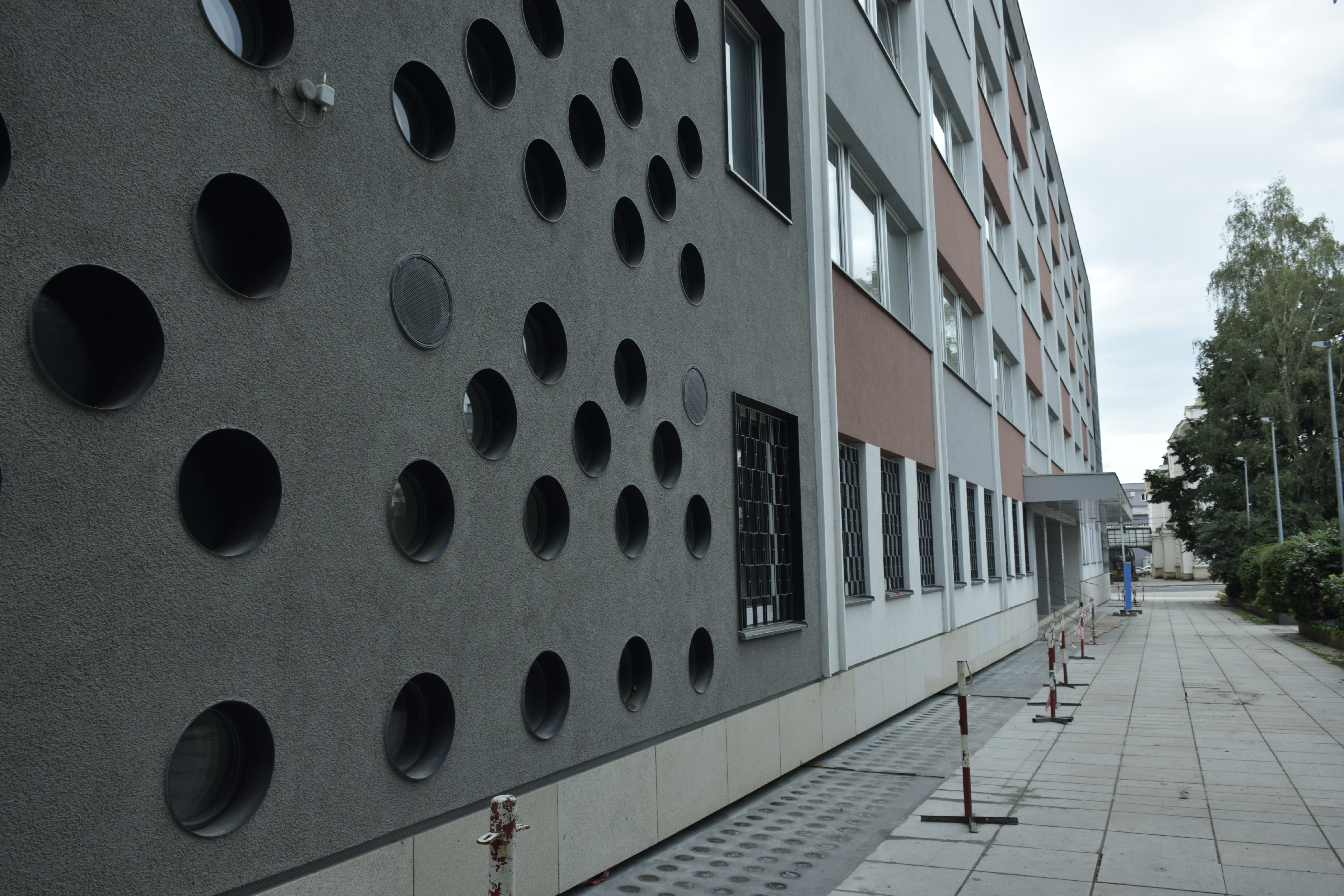
Policie Ústí nad Labem
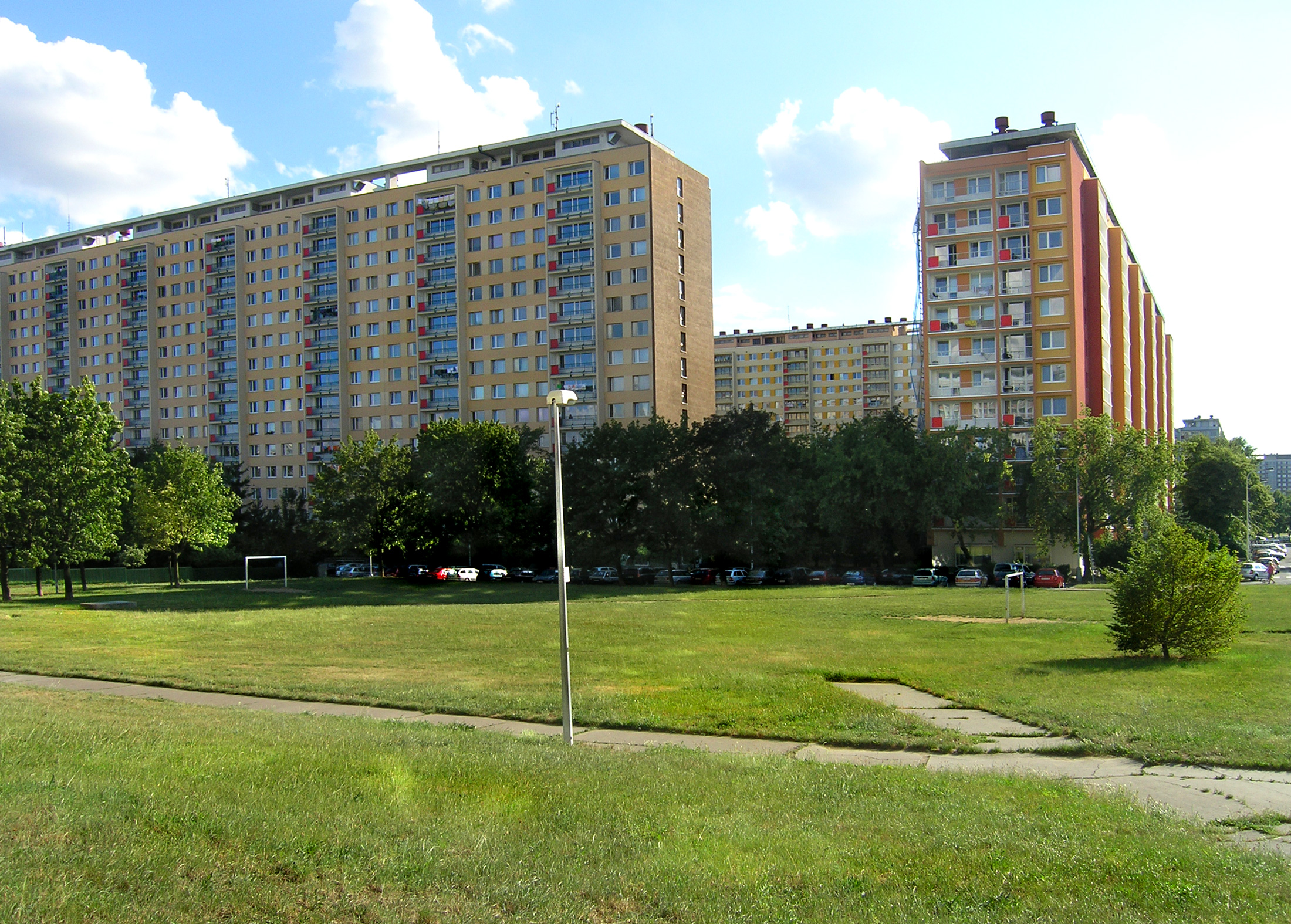
Sídliště Ďáblice v Praze